# 2023년 4월
| 2023년: 1월 · 2월 · 3월 · 4월 · 5월 · 6월 · 7월 · 8월 · 9월 · 10월 · 11월 · 12월 |

| \| 2023년 4월 1일 (토요일) \| \| 편집 \|                           |  |      |
| 법과 범죄 - 도널드 트럼프가 전직 미국 대통령 중 최초로 기소되었다. |  |      |
| 2023년 4월 1일 (토요일)                                            |  | 편집 |

| 2023년 4월 1일 (토요일) |  | 편집 |

| \| 2023년 4월 2일 (일요일) \| \| 편집 \| |  |      |
|                                          |  |      |
| 2023년 4월 2일 (일요일)                  |  | 편집 |

| 2023년 4월 2일 (일요일) |  | 편집 |

| \| 2023년 4월 3일 (월요일) \| \| 편집 \| |  |      |
| 법과 범죄 - 서울 강남구 여성 납치살인사건: 경찰은 범행에 사용된 것으로 의심되는 주사기를 발견함에 따라 해당 성형외과에 대해 압수수색하였다. |  |      |
| 2023년 4월 3일 (월요일) |  | 편집 |

| 2023년 4월 3일 (월요일) |  | 편집 |

| \| 2023년 4월 4일 (화요일) \| \| 편집 \|                                      |  |      |
| 국제 관계 - 핀란드가 북대서양 조약 기구(NATO)의 31번째 회원국으로 가입하였다. |  |      |
| 2023년 4월 4일 (화요일)                                                       |  | 편집 |

| 2023년 4월 4일 (화요일) |  | 편집 |

| \| 2023년 4월 5일 (수요일) \| \| 편집 \| |  |      |
| 법과 범죄 - 서울 강남구 여성 납치살인사건: 피의자 3명 신상공개위원회의 결정에 따라 신상이 공개되었다. 정치와 선거 - 2023년 대한민국 재보궐선거: 대한민국에서 재보궐 선거가 실시되었다. |  |      |
| 2023년 4월 5일 (수요일) |  | 편집 |

| 2023년 4월 5일 (수요일) |  | 편집 |

| \| 2023년 4월 6일 (목요일) \| \| 편집 \| |  |      |
|                                          |  |      |
| 2023년 4월 6일 (목요일)                  |  | 편집 |

| 2023년 4월 6일 (목요일) |  | 편집 |

| \| 2023년 4월 7일 (금요일) \| \| 편집 \| |  |      |
|                                          |  |      |
| 2023년 4월 7일 (금요일)                  |  | 편집 |

| 2023년 4월 7일 (금요일) |  | 편집 |

| \| 2023년 4월 8일 (토요일) \| \| 편집 \| |  |      |
|                                          |  |      |
| 2023년 4월 8일 (토요일)                  |  | 편집 |

| 2023년 4월 8일 (토요일) |  | 편집 |

| \| 2023년 4월 9일 (일요일) \| \| 편집 \| |  |      |
|                                          |  |      |
| 2023년 4월 9일 (일요일)                  |  | 편집 |

| 2023년 4월 9일 (일요일) |  | 편집 |

| \| 2023년 4월 10일 (월요일) \| \| 편집 \| |  |      |
|                                           |  |      |
| 2023년 4월 10일 (월요일)                  |  | 편집 |

| 2023년 4월 10일 (월요일) |  | 편집 |

| \| 2023년 4월 11일 (화요일) \| \| 편집 \|                                                                                                 |  |      |
| 사고와 재해 - 2023 강릉 산불: 강원도 강릉시 경포동에서 산불이 발생하였다. - 금란정, 강릉 방해정이 화재로 인하여 소실되거나 피해를 입었다. |  |      |
| 2023년 4월 11일 (화요일) |  | 편집 |

| 2023년 4월 11일 (화요일) |  | 편집 |

| \| 2023년 4월 12일 (수요일) \| \| 편집 \| |  |      |
|                                           |  |      |
| 2023년 4월 12일 (수요일)                  |  | 편집 |

| 2023년 4월 12일 (수요일) |  | 편집 |

| \| 2023년 4월 13일 (목요일) \| \| 편집 \| |  |      |
|                                           |  |      |
| 2023년 4월 13일 (목요일)                  |  | 편집 |

| 2023년 4월 13일 (목요일) |  | 편집 |

| \| 2023년 4월 14일 (금요일) \| \| 편집 \|                                                                                                  |  |      |
| 국제 관계 - 브라질의 루이스 이나시우 룰라 다 시우바(룰라) 대통령과 중화인민공화국의 시진핑 주석이 베이징 인민대회당에서 정상회담을 가졌다. |  |      |
| 2023년 4월 14일 (금요일) |  | 편집 |

| 2023년 4월 14일 (금요일) |  | 편집 |

| \| 2023년 4월 15일 (토요일) \| \| 편집 \| |  |      |
| 법과 범죄 - 일본 와카야마현에서 기시다 후미오 총리가 현장 시찰을 마치고 연설 직전에 폭발물 투척 사건으로 피신했다. 용의자는 현장에서 붙잡혔다. - 일본 원신 코스플레이어 미성년 성관계 및 자살 유도 사건이 일어났다. |  |      |
| 2023년 4월 15일 (토요일) |  | 편집 |

| 2023년 4월 15일 (토요일) |  | 편집 |

| \| 2023년 4월 16일 (일요일) \| \| 편집 \|                                                     |  |      |
| 사고와 재해 - 서울특별시 강남구 테헤란로의 한 빌딩에서 여고생이 투신자살하는 사건이 일어났다. |  |      |
| 2023년 4월 16일 (일요일)                                                                      |  | 편집 |

| 2023년 4월 16일 (일요일) |  | 편집 |

| \| 2023년 4월 17일 (월요일) \| \| 편집 \| |  |      |
|                                           |  |      |
| 2023년 4월 17일 (월요일)                  |  | 편집 |

| 2023년 4월 17일 (월요일) |  | 편집 |

| \| 2023년 4월 18일 (화요일) \| \| 편집 \| |  |      |
| 사고와 재해 - 미국 뉴욕시 맨해튼에서 4층짜리 주차장 건물의 일부가 붕괴하는 사고가 발생, 최소 1명이 숨졌다. - 중화인민공화국 베이징의 한 병원에서 화재가 발생, 최소 21명 숨졌다. |  |      |
| 2023년 4월 18일 (화요일) |  | 편집 |

| 2023년 4월 18일 (화요일) |  | 편집 |

| \| 2023년 4월 19일 (수요일) \| \| 편집 \| |  |      |
| 경제와 비즈니스 - 시게이트가 수출 규제를 어기고 화웨이에 하드 디스크 제품을 공급한 혐의와 관련하여, 미국 상무부 당국과 3억 달러(한화 약 4,000억원)의 벌금을 내기로 합의하였다. |  |      |
| 2023년 4월 19일 (수요일) |  | 편집 |

| 2023년 4월 19일 (수요일) |  | 편집 |

| \| 2023년 4월 20일 (목요일) \| \| 편집 \| |  |      |
|                                           |  |      |
| 2023년 4월 20일 (목요일)                  |  | 편집 |

| 2023년 4월 20일 (목요일) |  | 편집 |

| \| 2023년 4월 21일 (금요일) \| \| 편집 \| |  |      |
|                                           |  |      |
| 2023년 4월 21일 (금요일)                  |  | 편집 |

| 2023년 4월 21일 (금요일) |  | 편집 |

| \| 2023년 4월 22일 (토요일) \| \| 편집 \| |  |      |
|                                           |  |      |
| 2023년 4월 22일 (토요일)                  |  | 편집 |

| 2023년 4월 22일 (토요일) |  | 편집 |

| \| 2023년 4월 23일 (일요일) \| \| 편집 \| |  |      |
|                                           |  |      |
| 2023년 4월 23일 (일요일)                  |  | 편집 |

| 2023년 4월 23일 (일요일) |  | 편집 |

| \| 2023년 4월 24일 (월요일) \| \| 편집 \|                                       |  |      |
| 사고와 재해 - 뉴질랜드 카르마덱제도 인근 바다에서 규모 7.3의 지진이 발생하였다. |  |      |
| 2023년 4월 24일 (월요일)                                                        |  | 편집 |

| 2023년 4월 24일 (월요일) |  | 편집 |

| \| 2023년 4월 25일 (화요일) \| \| 편집 \|                                    |  |      |
| 사고와 재해 - 인도네시아 수마트라섬 서쪽바다에서 규모 7.1 강진이 발생하였다. |  |      |
| 2023년 4월 25일 (화요일)                                                     |  | 편집 |

| 2023년 4월 25일 (화요일) |  | 편집 |

| \| 2023년 4월 26일 (수요일) \| \| 편집 \| |  |      |
|                                           |  |      |
| 2023년 4월 26일 (수요일)                  |  | 편집 |

| 2023년 4월 26일 (수요일) |  | 편집 |

| \| 2023년 4월 27일 (목요일) \| \| 편집 \| |  |      |
|                                           |  |      |
| 2023년 4월 27일 (목요일)                  |  | 편집 |

| 2023년 4월 27일 (목요일) |  | 편집 |

| \| 2023년 4월 28일 (금요일) \| \| 편집 \| |  |      |
|                                           |  |      |
| 2023년 4월 28일 (금요일)                  |  | 편집 |

| 2023년 4월 28일 (금요일) |  | 편집 |

| \| 2023년 4월 29일 (토요일) \| \| 편집 \| |  |      |
|                                           |  |      |
| 2023년 4월 29일 (토요일)                  |  | 편집 |

| 2023년 4월 29일 (토요일) |  | 편집 |

| \| 2023년 4월 1일 (토요일) \| \| 편집 \| |  |      |
|                                          |  |      |
| 2023년 4월 1일 (토요일)                  |  | 편집 |

| 2023년 4월 1일 (토요일) |  | 편집 |

| <          | 2023년 4월 | 2023년 4월 | 2023년 4월 | 2023년 4월  | 2023년 4월 | >             |
| 일         | 월         | 화         | 수         | 목          | 금         | 토            |
|            |            |            |            |             |            | 1 윤2.11 기축 |
| 2 12 경인  | 3 13 신묘  | 4 14 임진  | 5 15 계사  | 6 16 갑오   | 7 17 을미  | 8 18 병신     |
| 9 19 정유  | 10 20 무술 | 11 21 기해 | 12 22 경자 | 13 23 신축  | 14 24 임인 | 15 25 계묘    |
| 16 26 갑진 | 17 27 을사 | 18 28 병오 | 19 29 정미 | 20 3.1 무신 | 21 2 기유  | 22 3 경술     |
| 23 4 신해  | 24 5 임자  | 25 6 계축  | 26 7 갑인  | 27 8 을묘   | 28 9 병진  | 29 10 정사    |
| 30 11 무오 |            |            |            |             |            |               |

| - 2023년 - 3월 - 4월 - 5월 - 5일: 대한민국 재보궐선거 편집하기 |